# Thryophilus sernai
Thryophilus sernai là một loài chim trong họ Troglodytidae.